# Saint-Angel (Puy-de-Dôme)
Pour les articles homonymes, voir Saint-Angel.
Saint-Angel est une commune française située dans le département du Puy-de-Dôme, en région Auvergne-Rhône-Alpes.

## Géographie

### Localisation
La commune de Saint-Angel se situe au sein des Combrailles dans la communauté de communes Combrailles Sioule et Morge, dans le Nord-Ouest du département du Puy-de-Dôme faisant partie de la région Auvergne-Rhône-Alpes (historiquement en Auvergne). Elle est voisine des communes de Manzat, Vitrac, Blot-l'Eglise, Charbonnières-les-Veilles et Châteauneuf-les-Bains est traversée par la rivière Morge.
Saint-Angel se trouve à environ 7 min en voiture de Manzat, 17 min des Ancizes-Comps et de Saint-Gervais-d'Auvergne, 20 min de Combronde, Châtelguyon et Pontgibaud, 30 min de Riom , de Saint-Eloy-les-Mines, Gannat et Vulcania, 40 min Clermont-Ferrand et du Puy de Dôme, 1 h de Vichy, de Thiers, d'Issoire, de Moulins et de Montluçon, 2 h de Lyon, Saint-Etienne, Orléans, Tours, Limoges et Brive-la-Gaillarde, 3h de Grenoble, 3 h 30 de Genève, Montpellier, Toulouse, Poitiers, Dijon et Bordeaux, 4 h de Paris, Angers, le Mans, Besançon, Avignon.

#### Lieux-dits et écarts
La commune de Saint-Angel outre son bourg, est constituée de nombreux villages et hameaux: Bord, Chabassière, Étang Magaud, La Biesse, La Chabanne, Lachat, Las Champs, Le Cibias, Les Charaux, Les Chaumards, Les Chazeaux, Les Eydieux, Les Fournières, Les Gaumes, Les Moines, Le Vernet, Montferrat, Montgondol, Montoute, Puy de la Côte, Sagout, Tableix, Vacherat, Villemorie.

### Climat
Pour des articles plus généraux, voir Climat d'Auvergne-Rhône-Alpes et Climat du Puy-de-Dôme.
En 2010, le climat de la commune est de type climat des marges montargnardes, selon une étude du Centre national de la recherche scientifique s'appuyant sur une série de données couvrant la période 1971-2000. En 2020, Météo-France publie une typologie des climats de la France métropolitaine dans laquelle la commune est exposée à un climat de montagne ou de marges de montagne et est dans la région climatique Ouest et nord-ouest du Massif Central, caractérisée par une pluviométrie annuelle de 900 à 1 500 mm, maximale en automne et en hiver.
Pour la période 1971-2000, la température annuelle moyenne est de 9,3 °C, avec une amplitude thermique annuelle de 15,3 °C. Le cumul annuel moyen de précipitations est de 890 mm, avec 10,5 jours de précipitations en janvier et 7,9 jours en juillet. Pour la période 1991-2020, la température moyenne annuelle observée sur la station météorologique de Météo-France la plus proche, « Saint-Gervais-d'Auvergne », sur la commune de Saint-Gervais-d'Auvergne à 10 km à vol d'oiseau, est de 9,8 °C et le cumul annuel moyen de précipitations est de 825,6 mm,. Pour l'avenir, les paramètres climatiques de la commune estimés pour 2050 selon différents scénarios d'émission de gaz à effet de serre sont consultables sur un site dédié publié par Météo-France en novembre 2022.

## Urbanisme

### Typologie
Au 1er janvier 2024, Saint-Angel est catégorisée commune rurale à habitat dispersé, selon la nouvelle grille communale de densité à sept niveaux définie par l'Insee en 2022.
Elle est située hors unité urbaine. Par ailleurs la commune fait partie de l'aire d'attraction de Clermont-Ferrand, dont elle est une commune de la couronne,. Cette aire, qui regroupe 209 communes, est catégorisée dans les aires de 200 000 à moins de 700 000 habitants,.

### Occupation des sols
L'occupation des sols de la commune, telle qu'elle ressort de la base de données européenne d’occupation biophysique des sols Corine Land Cover (CLC), est marquée par l'importance des territoires agricoles (65,2 % en 2018), une proportion sensiblement équivalente à celle de 1990 (65,8 %). La répartition détaillée en 2018 est la suivante : prairies (59,4 %), forêts (34,8 %), zones agricoles hétérogènes (5,9 %). L'évolution de l’occupation des sols de la commune et de ses infrastructures peut être observée sur les différentes représentations cartographiques du territoire : la carte de Cassini (XVIIIe siècle), la carte d'état-major (1820-1866) et les cartes ou photos aériennes de l'IGN pour la période actuelle (1950 à aujourd'hui).

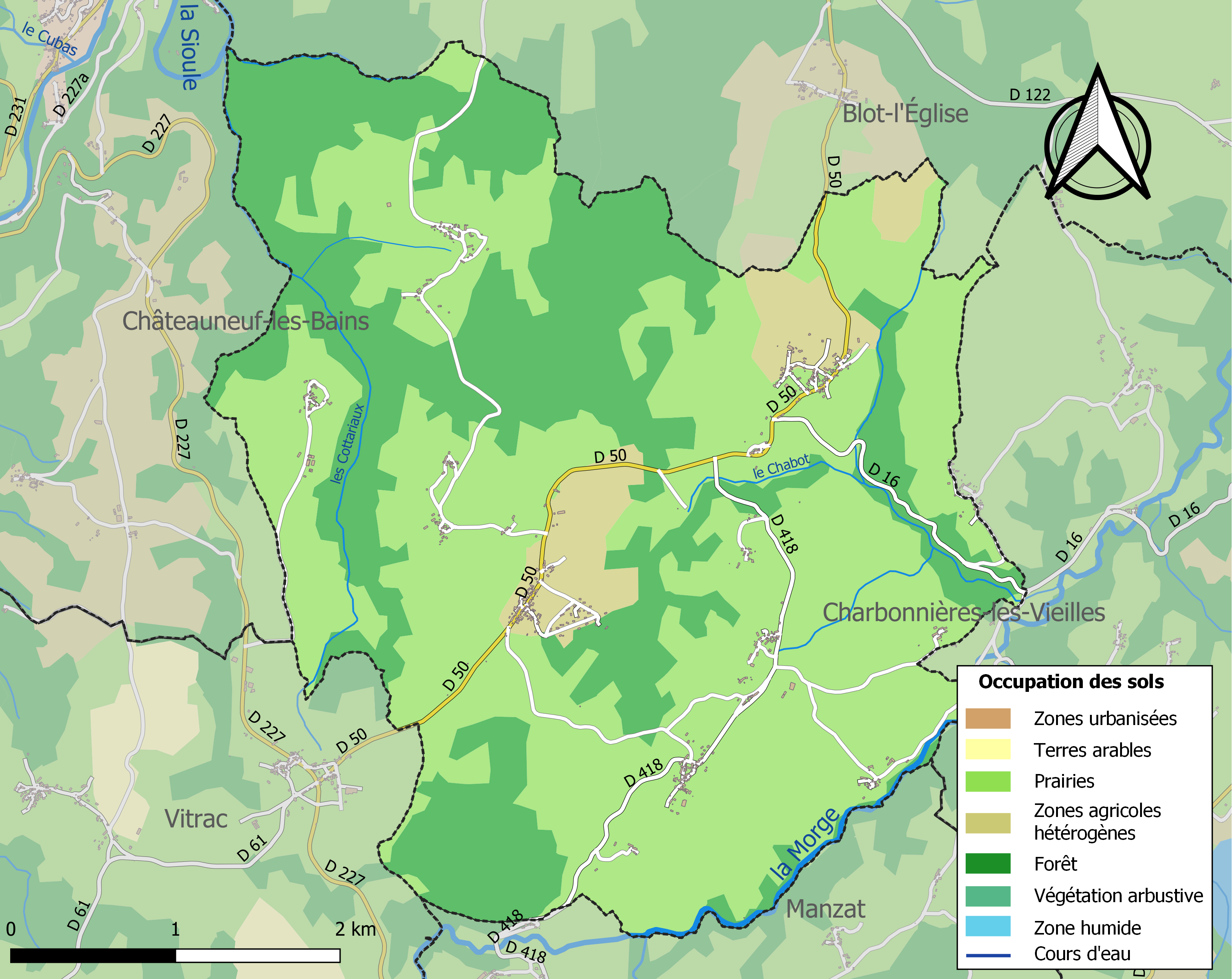
Carte des infrastructures et de l'occupation des sols de la commune en 2018 (CLC).

## Toponymie
Le nom de la commune vient de l'occitan angel qui signifie ange.

## Histoire
Durant la période révolutionnaire, Saint-Angel n'a pas connue d'événements particuliers, son curé, Chevalier a prêté en 1791 serment à la Constitution civile du clergé. Il est d'ailleurs le premier maire de la commune désigné le 7 mai 1790. La conscription a été acceptée, de nombreux défenseurs de la patrie, autour de 30 ont été recrutés.

## Politique et administration

### Découpage territorial
La commune de Saint-Angel est membre de la communauté de communes Combrailles Sioule et Morge, un établissement public de coopération intercommunale (EPCI) à fiscalité propre créé le 1er janvier 2017 dont le siège est à Manzat. Ce dernier est par ailleurs membre d'autres groupements intercommunaux. Elle faisait partie jusqu'en 2016 de la communauté de communes Manzat communauté.
Sur le plan administratif, elle est rattachée à l'arrondissement de Riom, à la circonscription administrative de l'État du Puy-de-Dôme et à la région Auvergne-Rhône-Alpes. Jusqu'en mars 2015, elle faisait partie du canton de Manzat.
Sur le plan électoral, elle dépend du canton de Saint-Georges-de-Mons pour l'élection des conseillers départementaux, depuis le redécoupage cantonal de 2014 entré en vigueur en 2015, et de la deuxième circonscription du Puy-de-Dôme pour les élections législatives, depuis le dernier découpage électoral de 2010 (sixième circonscription avant 2010).

### Élections municipales et communautaires

#### Élections de 2020
Le conseil municipal de Saint-Angel, commune de moins de 1 000 habitants, est élu au scrutin majoritaire plurinominal à deux tours avec candidatures isolées ou groupées et possibilité de panachage. Compte tenu de la population communale, le nombre de sièges à pourvoir lors des élections municipales de 2020 est de 11. Sur les vingt-deux candidats en lice, dix sont élus dès le premier tour, le 15 mars 2020, avec un taux de participation de 73,02 %. Le candidat restant à élire est élu au second tour, qui se tient le 28 juin 2020 du fait de la pandémie de Covid-19, avec un taux de participation de 48,14 %.

#### Chronologie des maires
| Période                                  | Période                         | Identité                      | Étiquette | Qualité                  |
| ---------------------------------------- | ------------------------------- | ----------------------------- | --------- | ------------------------ |
| Les données manquantes sont à compléter. |                                 |                               |           |                          |
| 1790                                     |                                 | Gaspard Chevalier             |           | Curé                     |
| 1792                                     |                                 | Antoine Richard               |           | Cultivateur              |
| 1792                                     | 1796                            | Victor-Antoine Rance          |           | Propriétaire             |
| 1797                                     |                                 | Mathieu Desnier               |           | Cultivateur              |
| 1798                                     |                                 | Georges BarratAntoine Gravier |           | Cultivateur              |
| 1799                                     |                                 | Antoine Gravier               |           | Cultivateur              |
| 1800                                     | 1814                            | Michel Blanc                  |           | Propriétaire             |
| 1814                                     | 1822                            | Antoine Bussière              |           | Cultivateur              |
| 1823                                     | 1832                            | Michel Blanc                  |           | Propriétaire             |
| 1832                                     | 1848                            | François Moignoux             |           | Propriétaire             |
| 1848                                     | 1852                            | Pierre Desnier                |           | Gendarme retraité        |
| 1852                                     | 1871                            | François Moignoux             |           | Propriétaire             |
| 1872                                     | 1883                            | François Porte                |           | Cultivateur              |
| 1883                                     | 1885                            | Gilbert Martin                |           | Rentier                  |
| 1885                                     | 1888                            | Jacques Champagnol            |           | Cultivateur              |
| 1888                                     | 1889                            | Marien Falvard                |           | Cultivateur              |
| 1889                                     | 1900                            | Jacques Champagnol            |           | Cultivateur              |
| 1900                                     | 1931                            | François Baptiste Rousselet   | SFIO      | Propriétaire cultivateur |
| 1931                                     | 1946                            | Adolphe Rousselet             | SFIO      | Propriétaire exploitant  |
| 1946                                     | 1950                            | Alexis Couchard               |           | Cultivateur              |
| 2001                                     | 2014                            | Gisèle Caudrelier             | PS        |                          |
| 2014                                     | 2018                            | Denis Valentin                | SE        | Ouvrier                  |
| 2020                                     | En cours (au 19 septembre 2021) | Sidonio Da Silva              |           | Artisan                  |

## Population et société

### Démographie
Ses habitants sont appelés les Birands.
L'évolution du nombre d'habitants est connue à travers les recensements de la population effectués dans la commune depuis 1793. Pour les communes de moins de 10 000 habitants, une enquête de recensement portant sur toute la population est réalisée tous les cinq ans, les populations de référence des années intermédiaires étant quant à elles estimées par interpolation ou extrapolation. Pour la commune, le premier recensement exhaustif entrant dans le cadre du nouveau dispositif a été réalisé en 2004.

En 2022, la commune comptait 474 habitants, en évolution de +15,61 % par rapport à 2016 (Puy-de-Dôme : +2,1 %, France hors Mayotte : +2,11 %).
| 1793 | 1800 | 1806 | 1821 | 1831 | 1836 | 1841 | 1846 | 1851 |
| ---- | ---- | ---- | ---- | ---- | ---- | ---- | ---- | ---- |
| 919  | 696  | 840  | 877  | 884  | 937  | 932  | 973  | 926  |

| 1856 | 1861 | 1866 | 1872 | 1876 | 1881 | 1886 | 1891 | 1896 |
| ---- | ---- | ---- | ---- | ---- | ---- | ---- | ---- | ---- |
| 985  | 916  | 909  | 939  | 953  | 967  | 925  | 945  | 928  |

| 1901 | 1906 | 1911 | 1921 | 1926 | 1931 | 1936 | 1946 | 1954 |
| ---- | ---- | ---- | ---- | ---- | ---- | ---- | ---- | ---- |
| 946  | 964  | 895  | 762  | 692  | 666  | 605  | 517  | 460  |

| 1962 | 1968 | 1975 | 1982 | 1990 | 1999 | 2004 | 2006 | 2009 |
| ---- | ---- | ---- | ---- | ---- | ---- | ---- | ---- | ---- |
| 444  | 426  | 375  | 360  | 369  | 351  | 389  | 398  | 393  |

| 2014 | 2019 | 2022 | - | - | - | - | - | - |
| ---- | ---- | ---- | - | - | - | - | - | - |
| 404  | 462  | 474  | - | - | - | - | - | - |

## Culture locale et patrimoine

### Lieux et monuments
- Église de la Dédicace de Saint-Michel.

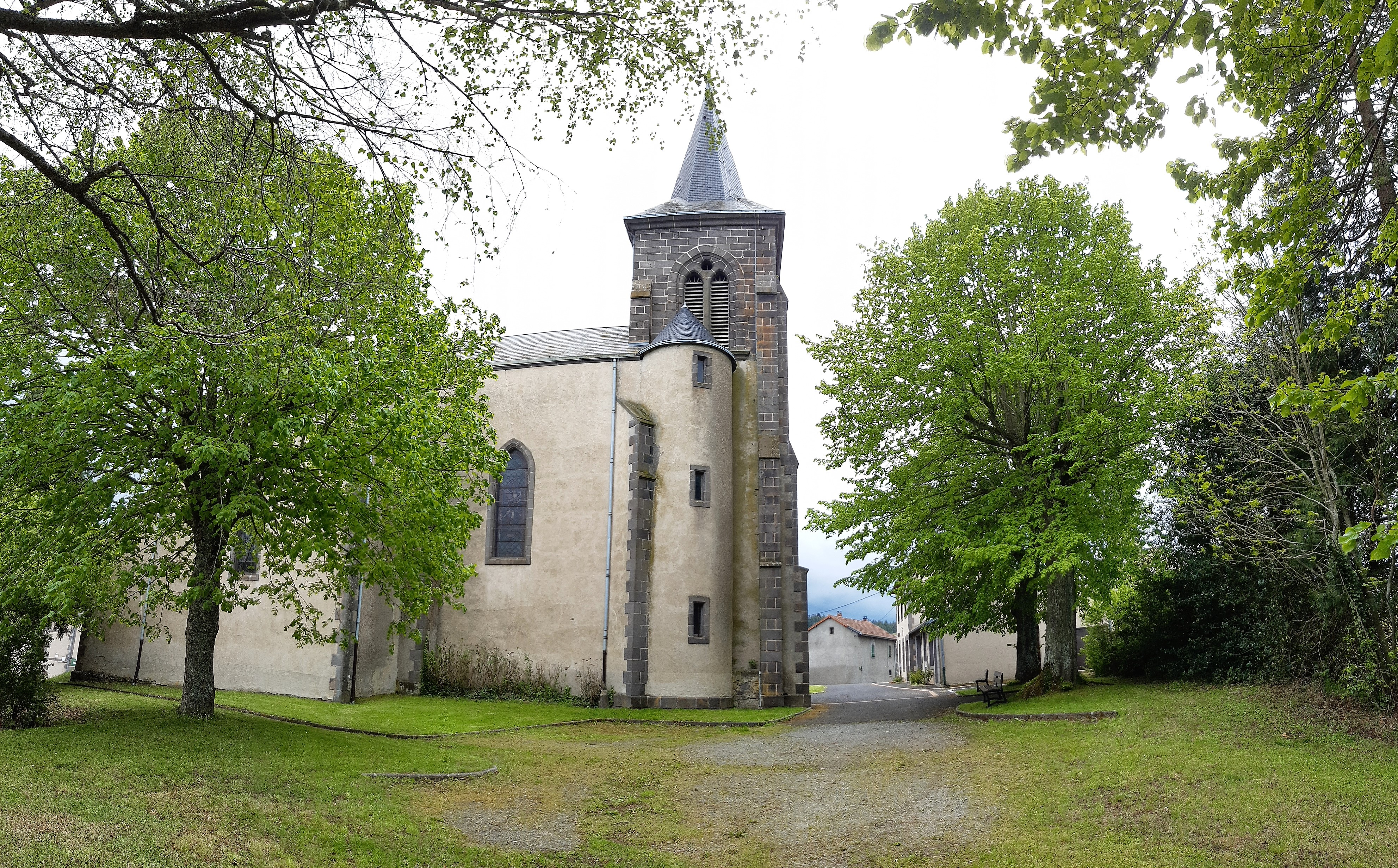
Église de la Dédicace de Saint-Michel.
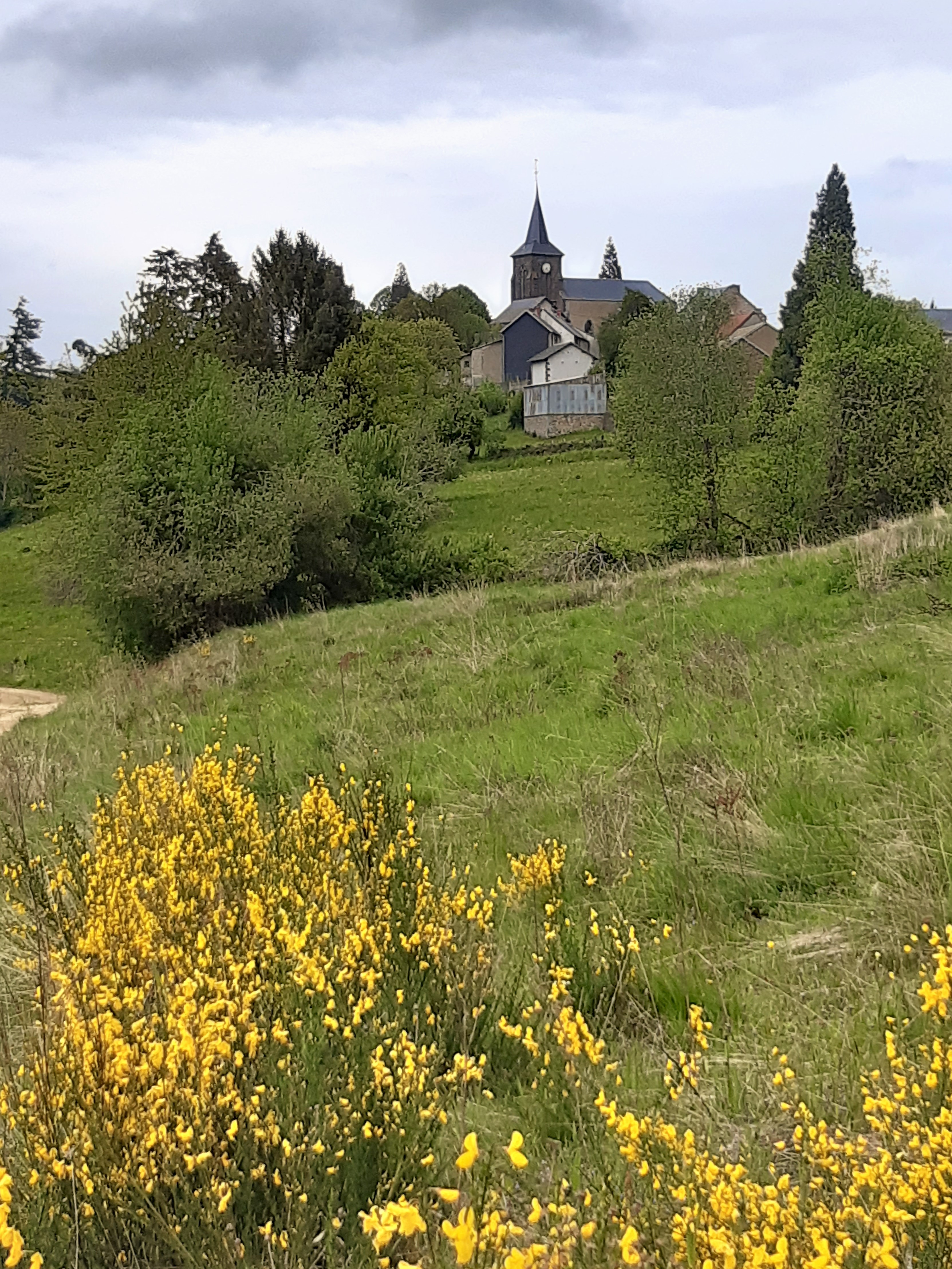
Le bourg et l'église.
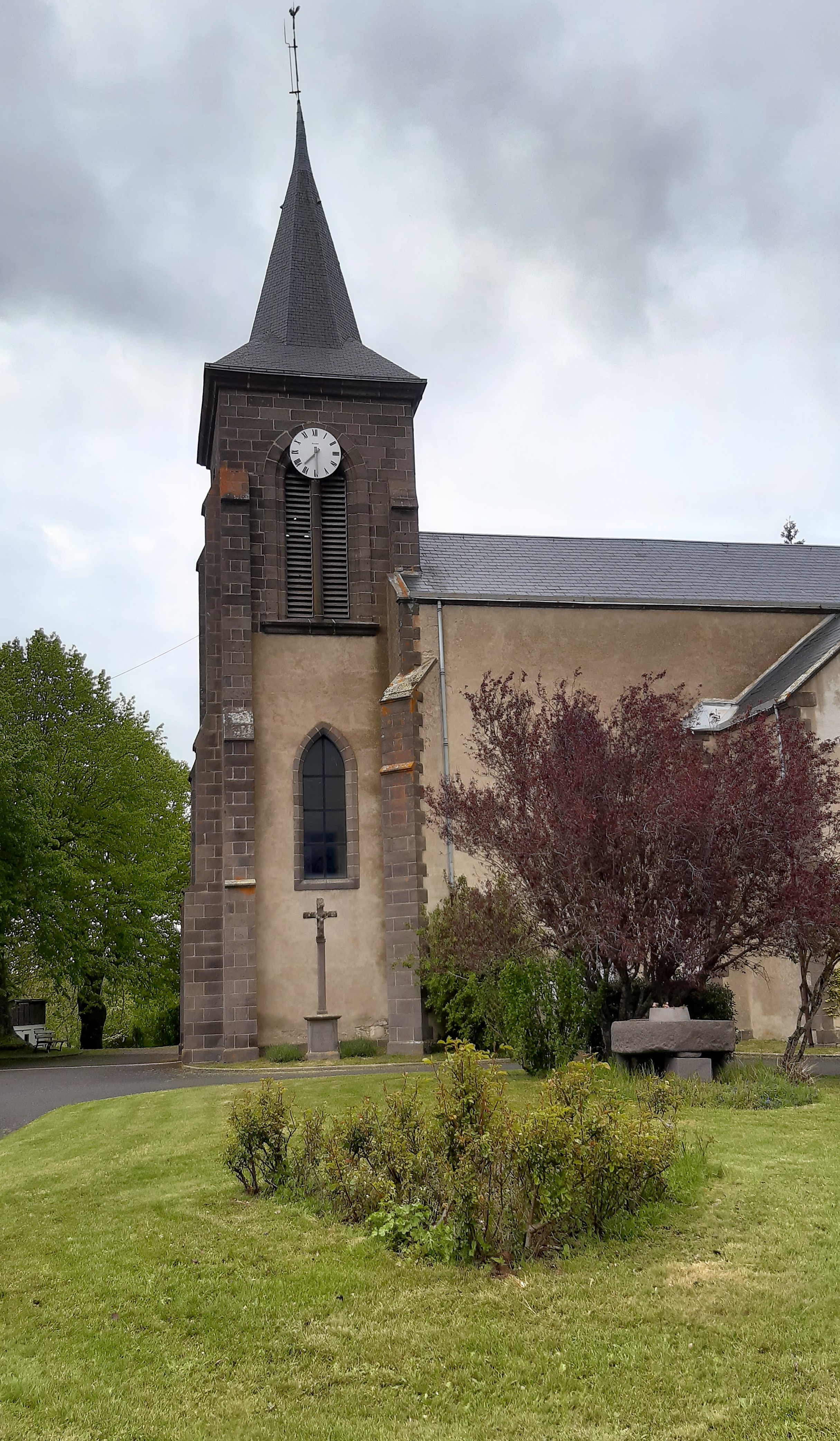
Église de la Dédicace de Saint-Michel.
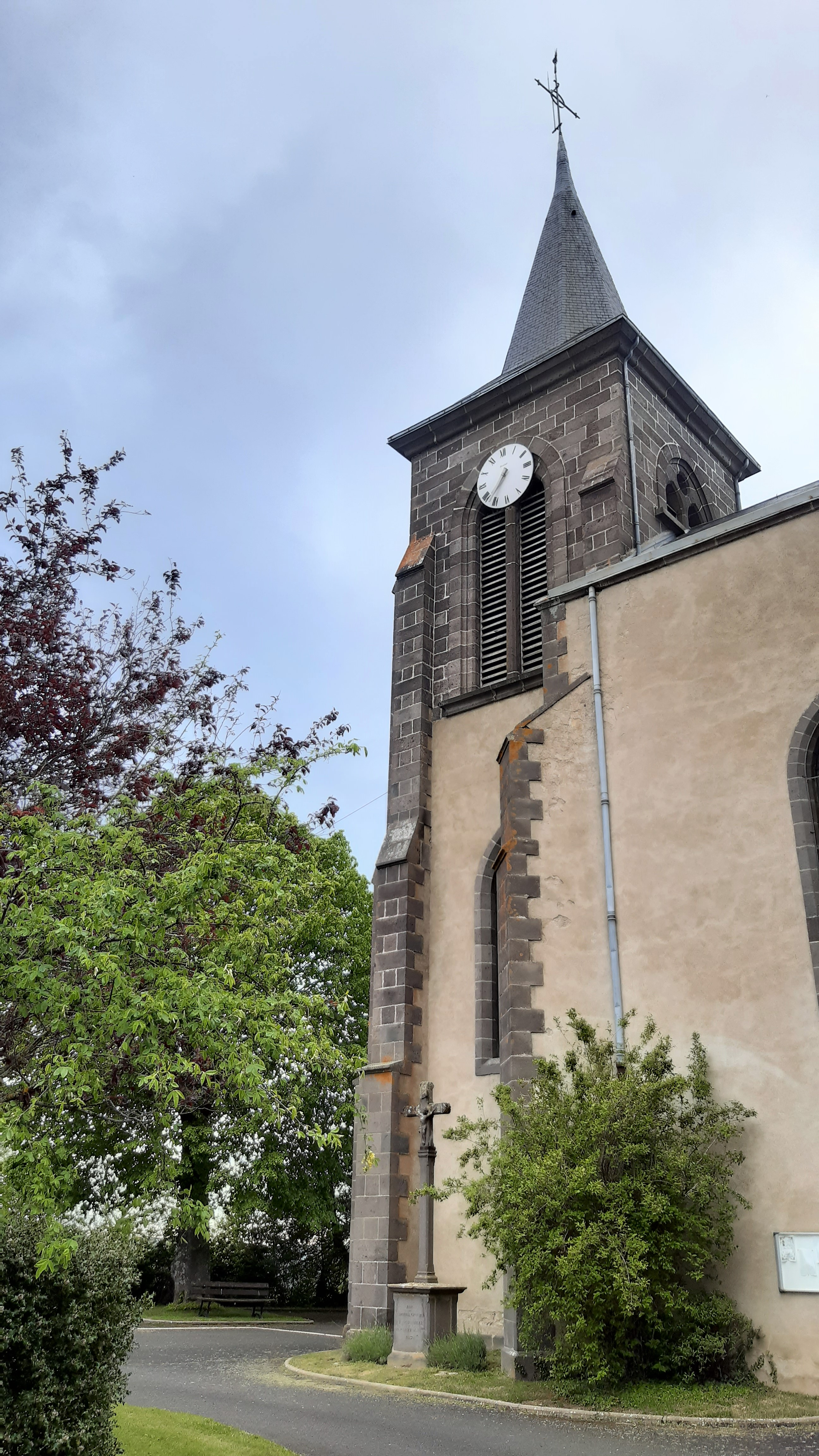
Clocher de l'église.

- L'étang Magaud.
- Les anciennes Eaux Minérales de Montoute au village du même nom.
- Les lavoirs comme celui du village des Chaumards.

### Héraldique
| Blason de Saint-Angel | Blason  | Parti : au 1er d'or à un chêne au naturel, au 2d de gueules à une gerbe de blé d'or ; le tout sommé d'un chef ondé d'azur chargé d'une truite, la queue levée, d'argent. |
| Blason de Saint-Angel | Détails | Le chef ondé représente la Morge, la truite l'étang et la gerbe de blé, le monde agricole. Le statut officiel du blason reste à déterminer.                              |